# Дэйв (рэпер)
Дэвид Оробоса Омореги, известный как Дэйв  (англ. Dave) или Сантан Дэйв — британский хип-хоп-исполнитель из Стретема, Южный Лондон.
В 2016 году Dave самостоятельно выпустил мини-альбом Six Paths и два сингла «Thiago Silva» и «JKYL+HYD». В 2017 году последовал релиз второго EP Game Over. Dave активно сотрудничает с продюсером Tyrell «169» Paul, а также он работал с такими исполнителями, как Fraser T Smith, AJ Tracey и Drake, записавшим ремикс на сингл Dave «Wanna Know». 8 марта 2019 года состоялся релиз его первого студийного альбома Psychodrama.
В своей музыке Dave сочетает звучание южного хип-хопа, грайма и традиционного хип-хопа, а тексты его песен характеризуются сложной и выразительной рифмовкой.

## Биография
Дэвид Оробоса Омореги родился 5 июня 1998 года в Брикстоне в Южном Лондоне, он младший сын родителей нигерийского происхождения. Он вырос рядом со Стретемом, где он начал писать песни, в 14 лет ему подарили пианино, с тех пор он начал продюсировать песни.

## Музыкальный стиль
Помимо рэпа и продюсирования, Дэйв также увлекается игрой на пианино.

## Дискография

### Студийные альбомы
| Название    | Описание                                                                          | Позиция | Позиция | Позиция | Позиция |
| Название    | Описание                                                                          | UK      | UK R&B  | UK Ind. | UK DL   |
| ----------- | --------------------------------------------------------------------------------- | ------- | ------- | ------- | ------- |
| Psychodrama | - Выпущен: 8 марта 2019 - Лейбл: Neighbourhood - Формат: CD, цифровая дистрибуция |         |         |         |         |

### Мини-альбомы
| Название                                  | Описание                                                                                 | Максимальная позиция | Максимальная позиция | Максимальная позиция | Максимальная позиция |
| Название                                  | Описание                                                                                 | UK                   | UK R&B               | UK Ind.              | UK DL                |
| ----------------------------------------- | ---------------------------------------------------------------------------------------- | -------------------- | -------------------- | -------------------- | -------------------- |
| Six Paths                                 | - Выпущен: 30 сентября 2016 - Лейбл: издан самостоятельно - Формат: Цифровая дистрибуция | 76                   | 7                    | 20                   | 21                   |
| Game Over                                 | - Выпущен: 3 ноября 2017 - Лейбл: издан самостоятельно - Формат: Цифровая дистрибуция    | 13                   | 2                    | 1                    | 3                    |
| «—» означает, что альбом не попал в чарт. |                                                                                          |                      |                      |                      |                      |

### Синглы
| Название                                    | Год  | Максимальная позиция | Максимальная позиция | Максимальная позиция | Максимальная позиция | Сертификация      | Альбом            |
| Название                                    | Год  | UK                   | UK R&B               | UK DL                | UK Ind.              | Сертификация      | Альбом            |
| ------------------------------------------- | ---- | -------------------- | -------------------- | -------------------- | -------------------- | ----------------- | ----------------- |
| «Thiago Silva» (при участии 1138 Dripsquad) | 2016 | —                    | —                    | —                    | —                    |                   | Сингл вне альбома |
| «JKYL+HYD»                                  | 2016 | —                    | —                    | —                    | —                    |                   | Сингл вне альбома |
| «Wanna Know (Remix)» (при участии Drake)    | 2016 | 51                   | 9                    | 60                   | 35                   | - BPI: Серебряный | Сингл вне альбома |
| «Samantha» (при участии J Hus)              | 2017 | 63                   | 7                    | 87                   | 5                    | - BPI: Серебряный | Сингл вне альбома |
| «Revenge»                                   | 2017 | —                    | —                    | —                    | —                    |                   | Сингл вне альбома |
| «100M’s»                                    | 2017 | —                    | —                    | —                    | —                    |                   | Сингл вне альбома |
| «Tequila»                                   | 2017 | 86                   | —                    | —                    | —                    |                   | Сингл вне альбома |
| «Question Time»                             | 2017 | —                    | —                    | —                    | —                    |                   | Game Over         |
| «No Words» (при участии MoStack)            | 2017 | 17                   | 5                    | 78                   | 1                    | - BPI: Золотой    | Game Over         |
| «Hangman»                                   | 2018 | 30                   | —                    | —                    | —                    |                   | Сингл вне альбома |